# Pycnandra neocaledonica
Pycnandra neocaledonica är en tvåhjärtbladig växtart som först beskrevs av Spencer Le Marchant Moore, och fick sitt nu gällande namn av Willem Willen Vink. Pycnandra neocaledonica ingår i släktet Pycnandra och familjen Sapotaceae. Inga underarter finns listade i Catalogue of Life.